# Cattedrali ortodosse in Russia
Questa è una lista delle cattedrali ortodosse della Russia.

## Cattedrali ortodosse

### Chiesa ortodossa russa
| Cattedrale                                                                     | Località                 | Arcidiocesi o Diocesi                  | Immagine |
| ------------------------------------------------------------------------------ | ------------------------ | -------------------------------------- | -------- |
| Cattedrale della Trasfigurazione                                               | Abakan                   | Eparchia di Abakan                     |          |
| Cattedrale della Madonna di Kazan'                                             | Al'met'evsk              | Eparchia di Al'met'evsk                |          |
| Cattedrale della Trinità                                                       | Anadyr                   | Eparchia di Anadyr'                    |          |
| Cattedrale di Sant'Elia                                                        | Arcangelo                | Eparchia di Arcangelo                  |          |
| Cattedrale di San Basilio                                                      | Astrachan'               | Eparchia di Astrachan'                 |          |
| Cattedrale della Dormizione                                                    | Astrachan'               | Eparchia di Astrachan'                 |          |
| Cattedrale di San Vladimiro                                                    | Astrachan'               | Eparchia di Astrachan'                 |          |
| Cattedrale della Trasfigurazione del Signore                                   | Balašicha                | Eparchia di Balašicha                  |          |
| Cattedrale dell'Intercessione                                                  | Barnaul                  | Eparchia di Barnaul                    |          |
| Cattedrale dell'Assunzione                                                     | Bijsk                    | Eparchia di Bijsk                      |          |
| Cattedrale di Nostra Signora di Smolensk                                       | Belgorod                 | Eparchia di Belgorod                   |          |
| Cattedrale della Trasfigurazione                                               | Belgorod                 | Eparchia di Belgorod                   |          |
| Cattedrale dell'Assunzione della Beata Vergine Maria e di San Nicola           | Belgorod                 | Eparchia di Belgorod                   |          |
| Cattedrale dell'Annunciazione                                                  | Birobidžan               | Eparchia di Birobidžan                 |          |
| Cattedrale dell'Annunciazione                                                  | Blagoveščensk            | Eparchia di Blagoveščensk              |          |
| Cattedrale della Trinità                                                       | Brjansk                  | Eparchia di Brjansk                    |          |
| Cattedrale di San Nicola                                                       | Čistopol'                | Eparchia di Čistopol'                  |          |
| Cattedrale di San Nicola                                                       | Vladivostok              | Eparchia di Vladivostok                |          |
| Cattedrale della Dormizione                                                    | Vladimir                 | Eparchia di Vladimir                   |          |
| Cattedrale di San Demetrio                                                     | Vladimir                 | Eparchia di Vladimir                   |          |
| Cattedrale della Natività                                                      | Suzdal'                  | Eparchia di Vladimir                   |          |
| Cattedrale di San Giorgio                                                      | Jur'ev-Pol'skij          | Eparchia di Vladimir                   |          |
| Cattedrale di Alexander Nevsky                                                 | Volgograd                | Eparchia di Volgograd                  |          |
| Cattedrale della Natività della Beata Vergine Maria                            | Vologda                  | Eparchia di Vologda                    |          |
| Cattedrale di Santa Sofia                                                      | Vologda                  | Eparchia di Vologda                    |          |
| Cattedrale dell'Annunciazione                                                  | Voronež                  | Eparchia di Voronež                    |          |
| Cattedrale della Trasfigurazione                                               | Vyborg                   | Eparchia di Vyborg                     |          |
| Cattedrale dell'Assunta                                                        | Kirov                    | Eparchia di Vyatskaya e suburbane      |          |
| Cattedrale della Trinità                                                       | Ekaterinburg             | Eparchia di Ekaterinburg               |          |
| Cattedrale di San Giovanni Battista                                            | Ekaterinburg             | Eparchia di Ekaterinburg               |          |
| Cattedrale sul Sangue in onore di tutti i Santi Risplendenti nella Terra Russa | Ekaterinburg             | Eparchia di Ekaterinburg               |          |
| Cattedrale di San Nicola                                                       | Ejsk                     | Eparchia di Ejsk                       |          |
| Cattedrale di Santa Caterina                                                   | Krasnodar                | Eparchia di Ekaterinodar               |          |
| Cattedrale della Trasfigurazione                                               | Ivanovo                  | Eparchia di Ivanovo-Voznesensk         |          |
| Cattedrale Aleksandr Nevskij                                                   | Iževsk                   | Eparchia di Iževsk e Udmurtia          |          |
| Cattedrale del Segno                                                           | Irkutsk                  | Eparchia di Irkutsk                    |          |
| Cattedrale della Trinità                                                       | Angarsk                  | Eparchia di Irkutsk                    |          |
| Cattedrale dell'Annunciazione                                                  | Joškar-Ola               | Eparchia di Joškar-Ola                 |          |
| Cattedrale della Madonna di Kazan'                                             | Kazan'                   | Eparchia di Kazan'                     |          |
| Cattedrale di San Nicola                                                       | Kazan'                   | Eparchia di Kazan'                     |          |
| Cattedrale dei Santi Pietro e Paolo                                            | Kazan'                   | Eparchia di Kazan'                     |          |
| Cattedrale dell'Annunciazione                                                  | Kazan'                   | Eparchia di Kazan'                     |          |
| Cattedrale della Trinità                                                       | Kansk                    | Eparchia di Kansk                      |          |
| Cattedrale della Trinità                                                       | Kaluga                   | Eparchia di Kaluga                     |          |
| Cattedrale dell'Assunzione                                                     | Kolomna                  | Eparchia di Kolomna                    |          |
| Cattedrale della Trasfigurazione                                               | Novokuzneck              | Eparchia di Novokuzneck                |          |
| Cattedrale dell'Epifania                                                       | Kostroma                 | Eparchia di Kostroma                   |          |
| Cattedrale di San Basilio                                                      | Krasnojarsk              | Eparchia di Krasnojarsk                |          |
| Cattedrale Aleksandr Nevskij                                                   | Kurgan                   | Eparchia di Kurgan                     |          |
| Cattedrale di Giorgio il Vittorioso                                            | Odincovo                 | Eparchia di Odincovo                   |          |
| Cattedrale di San Nicola                                                       | Šadrinsk                 | Eparchia di Šadrinsk                   |          |
| Cattedrale di San Sergio                                                       | Kursk                    | Eparchia di Kursk                      |          |
| Cattedrale della Natività                                                      | Lipeck                   | Eparchia di Lipeck                     |          |
| Cattedrale della Trinità                                                       | Magadan                  | Eparchia di Magadan                    |          |
| Cattedrale della Trinità                                                       | Majkop                   | Eparchia di Majkop                     |          |
| Cattedrale di Cristo Salvatore                                                 | Mosca                    | Eparchia di Mosca                      |          |
| Cattedrale dell'Epifania in Elochovo                                           | Mosca                    | Eparchia di Mosca                      |          |
| Cattedrale della Dormizione                                                    | Mosca                    | Eparchia di Mosca                      |          |
| Cattedrale di San Basilio                                                      | Mosca                    | Eparchia di Mosca                      |          |
| Cattedrale di Kazan'                                                           | Mosca                    | Eparchia di Mosca                      |          |
| Cattedrale dell'Arcangelo Michele                                              | Mosca                    | Eparchia di Mosca                      |          |
| Cattedrale dell'Annunciazione                                                  | Mosca                    | Eparchia di Mosca                      |          |
| Cattedrale della Trinità                                                       | Podol'sk                 | Eparchia di Podol'sk                   |          |
| Cattedrale di San Nicola                                                       | Murmansk                 | Eparchia di Murmansk                   |          |
| Cattedrale Aleksandr Nevskij                                                   | Nižnij Novgorod          | Eparchia di Nižnij Novgorod            |          |
| Cattedrale di Santa Sofia                                                      | Velikij Novgorod         | Eparchia di Novgorod                   |          |
| Cattedrale dell'Ascensione                                                     | Novosibirsk              | Eparchia di Novosibirsk                |          |
| Cattedrale della Trasfigurazione                                               | Berdsk                   | Eparchia di Novosibirsk                |          |
| Cattedrale dell'Assunzione                                                     | Omsk                     | Eparchia di Omsk                       |          |
| Cattedrale di San Nicola                                                       | Orenburg                 | Eparchia di Orenburg e Buzulukskaja    |          |
| Cattedrale dell'icona della Madre di Dio di Ochtyrka                           | Orël                     | Eparchia di Orël                       |          |
| Cattedrale dell'Assunzione                                                     | Penza                    | Eparchia di Penza e Kuzneck            |          |
| Cattedrale di Santo Stefano di Perm'                                           | Perm'                    | Eparchia di Perm' e Solikamskaja       |          |
| Cattedrale della Trinità                                                       | Perm'                    | Eparchia di Perm' e Solikamskaja       |          |
| Cattedrale Aleksandr Nevskij                                                   | Petrozavodsk             | Eparchia di Petrozavodsk               |          |
| Cattedrale di San Nicola                                                       | Petropavlovsk-Kamčatskij | Eparchia di Paul e Kamchatka           |          |
| Cattedrale della Trinità                                                       | Pskov                    | Eparchia di Pskov                      |          |
| Cattedrale della Natività della Beata Vergine Maria                            | Rostov sul Don           | Eparchia di Rostov                     |          |
| Cattedrale dell'Ascensione                                                     | Novočerkassk             | Eparchia di Rostov                     |          |
| Cattedrale della Natività                                                      | Rjazan'                  | Eparchia di Rjazan'                    |          |
| Cattedrale dell'Assunzione                                                     | Rjazan'                  | Eparchia di Rjazan'                    |          |
| Cattedrale di San Basilio                                                      | Samara                   | Eparchia di Samara                     |          |
| Cattedrale di Kazan'                                                           | Syzran'                  | Eparchia di Samara                     |          |
| Cattedrale di Kazan'                                                           | San Pietroburgo          | Eparchia di San Pietroburgo            |          |
| Cattedrale della Trinità - Izmajlovskij                                        | San Pietroburgo          | Eparchia di San Pietroburgo            |          |
| Cattedrale di Sant'Isacco                                                      | San Pietroburgo          | Eparchia di San Pietroburgo            |          |
| Cattedrale di San Nicola dei Marinai                                           | San Pietroburgo          | Eparchia di San Pietroburgo            |          |
| Cattedrale dei Santi Pietro e Paolo                                            | San Pietroburgo          | Eparchia di San Pietroburgo            |          |
| Cattedrale della Resurrezione                                                  | San Pietroburgo          | Eparchia di San Pietroburgo            |          |
| Cattedrale della Resurrezione di Cristo                                        | San Pietroburgo          | Eparchia di San Pietroburgo            |          |
| Cattedrale di San Vladimiro                                                    | San Pietroburgo          | Eparchia di San Pietroburgo            |          |
| Cattedrale dell'icona della Madre di Dio di Vladimir                           | San Pietroburgo          | Eparchia di San Pietroburgo            |          |
| Cattedrale di Santa Caterina                                                   | Kingisepp                | Eparchia di San Pietroburgo            |          |
| Cattedrale di San Paolo                                                        | Lodejnoe                 | Eparchia di San Pietroburgo            |          |
| Cattedrale dei Santi Pietro e Paolo                                            | Peterhof                 | Eparchia di San Pietroburgo            |          |
| Cattedrale di San Teodoro Ušakov                                               | Saransk                  | Eparchia di Saransk                    |          |
| Cattedrale di San Nicola                                                       | Ardatov                  | Eparchia di Ardatov                    |          |
| Cattedrale della Resurrezione                                                  | Krasnoslobodsk           | Eparchia di Krasnoslobodsk             |          |
| Chiesa della Discesa dello Spirito Santo                                       | Saratov                  | Eparchia di Saratov                    |          |
| Cattedrale di San Michele Arcangelo                                            | Serdobsk                 | Eparchia di Serdobsk                   |          |
| Cattedrale dell'Assunzione                                                     | Sergiev Posad            | Eparchia di Sergiev Posad              |          |
| Cattedrale dell'Assunzione                                                     | Sergiev Posad            | Eparchia di Sergiev Posad              |          |
| Cattedrale della Trinità                                                       | Sergiev Posad            | Eparchia di Sergiev Posad              |          |
| Cattedrale della Madre di Dio Neopalimovskij                                   | Ul'janovsk               | Eparchia di Simbirskaja e Melekesskaja |          |
| Cattedrale di San Nicola                                                       | Dimitrovgrad             | Eparchia di Simbirskaja e Melekesskaja |          |
| Cattedrale della Dormizione                                                    | Smolensk                 | Eparchia di Smolensk                   |          |
| Cattedrale di Kazan                                                            | Stavropol'               | Eparchia di Stavropol'                 |          |
| Cattedrale di Santo Stefano di Perm                                            | Syktyvkar                | Eparchia di Syktyvkar e Vorkuta        |          |
| Cattedrale Bogoljubskij                                                        | Mičurinsk                | Eparchia di Tambov                     |          |
| Cattedrale della Trasfigurazione                                               | Tambov                   | Eparchia di Tambov                     |          |
| Cattedrale della Resurrezione                                                  | Tver'                    | Eparchia di Tver'                      |          |
| Cattedrale del Segno                                                           | Tjumen'                  | Eparchia di Tobol'sk                   |          |
| Cattedrale di Santa Sofia dell'Assunta                                         | Tobol'sk                 | Eparchia di Tobol'sk                   |          |
| Cattedrale dell'Epifania                                                       | Tomsk                    | Eparchia di Tomsk                      |          |
| Cattedrale di Tutti i Santi                                                    | Tula                     | Eparchia di Tula                       |          |
| Cattedrale dell'Assunzione                                                     | Tula                     | Eparchia di Tula                       |          |
| Cattedrale di Santa Maria Odigitria                                            | Ulan-Udė                 | Eparchia di Ulan-Udė                   |          |
| Chiesa della Natività della Vergine                                            | Ufa                      | Eparchia di Ufa                        |          |
| Cattedrale della Trasfigurazione                                               | Chabarovsk               | Eparchia di Chabarovsk                 |          |
| Cattedrale della Presentazione della Beata Vergine Maria                       | Čeboksary                | Eparchia di Čeboksary                  |          |
| Cattedrale di San Simeone                                                      | Čeljabinsk               | Eparchia di Čeljabinsk                 |          |
| Cattedrale di Kazan'                                                           | Čita                     | Eparchia di Čita                       |          |
| Cattedrale della Trinità                                                       | Ščigry                   | Eparchia di Ščigry                     |          |
| Cattedrale di Kazan'                                                           | Ėlista                   | Eparchia di Ėlista                     |          |
| Cattedrale della Resurrezione                                                  | Južno-Sachalinsk         | Eparchia di Južno-Sachalinsk           |          |
| Cattedrale della Trasfigurazione                                               | Jakutsk                  | Eparchia di Jakutsk                    |          |
| Cattedrale dell'Assunzione                                                     | Rostov Velikij           | Eparchia di Jaroslavl'                 |          |
| Cattedrale dell'Assunzione                                                     | Jaroslavl'               | Eparchia di Jaroslavl'                 |          |

### Vecchi credenti
| Cattedrale                                          | Località        | Arcidiocesi o Diocesi                         | Immagine |
| --------------------------------------------------- | --------------- | --------------------------------------------- | -------- |
| Cattedrale di San Basilio                           | Mosca           | Metropolia di Mosca                           |          |
| Cattedrale di San Basilio                           | Rostov sul Don  | Eparchia del Don e del Caucaso                |          |
| Cattedrale di San Basilio                           | Chabarovsk      | Eparchia di Chabarovsk (Vecchi credenti)      |          |
| Cattedrale di Kazan'                                | Kazan'          | Eparchia di Kazan'-Vjatka                     |          |
| Cattedrale della Trasfigurazione                    | Kostroma        | Eparchia di Yaroslavl-Kostroma                |          |
| Cattedrale della Natività della Beata Vergine Maria | Novosibirsk     | Eparchia di Novosibirsk e di tutta la Siberia |          |
| Cattedrale dell'Assunta                             | Nižnij Novgorod | Eparchia di Nižnij Novgorod-Vladimir          |          |
| Cattedrale dell'Assunta                             | Vladimir        | Eparchia di Nižnij Novgorod-Vladimir          |          |
| Cattedrale di San Basilio                           | San Pietroburgo | Eparchia di San Pietroburgo (Vecchi credenti) |          |
| Cattedrale di Santo Stefano                         | Perm'           | Eparchia dell'Ural                            |          |

### Chiesa russa antico-ortodossa
| Cattedrale                            | Località   | Arcidiocesi o Diocesi                             | Immagine |
| ------------------------------------- | ---------- | ------------------------------------------------- | -------- |
| dell'intercessione della Madre di Dio | Mosca      | Eparchia di Mosca (Chiesa russa antico-ortodossa) |          |
| Cattedrale della Trasfigurazione      | Novozibkov | Eparchia di Novozibkov                            |          |